# كوكي زالازار
كوكي زالازار (بالبرتغالية: Sílvio Luiz Borba da Silva‏) (30 أبريل 1971 في البرازيل - ) هو لاعب كرة قدم برازيلي في مركز الهجوم. لعب مع جونبك هيونداي موتورز ونادي بروسكه ونادي فيرانوبوليس وEsporte Clube Internacional (SC) ‏ ونادي سانتا كروز ونادي لاجيادينزي ونادي يبيرانغا ونادي ناوتيكو وGrêmio Foot-Ball Santanense ‏.

## روابط خارجية
- كوكي زالازار على موقع دوري كوريا الجنوبية (الإنجليزية)
- كوكي زالازار على موقع قاعدة بيانات كرة القدم.إي يو (الإنجليزية)
- كوكي زالازار على موقع Soccerway.com (الإنجليزية)